# Ракитница (Старозагорская область)
Ракитница (болг. Ракитница) — село в Болгарии. Находится в Старозагорской области, входит в общину Стара-Загора. Население составляет 488 человек.

## Политическая ситуация
В местном кметстве Ракитница, в состав которого входит Ракитница, должность кмета (старосты) исполняет Величка Атанасова Неделчева (Болгарская социалистическая партия (БСП)) по результатам выборов правления кметства.
Кмет (мэр) общины Стара-Загора — Светлин Танчев (Граждане за европейское развитие Болгарии (ГЕРБ)) по результатам выборов в правление общины.